# Irische Bankstreiks
Bei den irischen Bankenstreiks zwischen 1966 und 1976 handelte es sich um drei Streiks von insgesamt etwa einem Jahr Dauer, bei denen alle Verrechnungsbanken in der Republik Irland geschlossen wurden. Die Streiks boten den Wirtschaftswissenschaftlern eine einzigartige Gelegenheit, das Funktionieren einer modernen Wirtschaft ohne Zugang zu Bankeinlagen zu untersuchen.
Die Streiks betrafen alle angeschlossenen Banken: die Bank of Ireland, die Allied Irish Banks, die Northern Bank und die Ulster Bank. Die Streiks dauerten von:
- 7. Mai – 30. Juli 1966
- 1. Mai – 17. November 1970
- 28. Juni – 6. September 1976

Der längste Streik dauerte sechs Monate im Jahr 1970. Die Zentralbank stellte den nicht angeschlossenen Banken nur begrenzte Möglichkeiten zur Ausgabe von Bargeld zur Verfügung. Davon waren nicht nur Finanztransaktionen betroffen, sondern auch viele Immobiliengeschäfte, da die Dokumente in den Banken aufbewahrt wurden. Die Auswirkungen auf die irische Wirtschaft waren erstaunlich gering, da die irischen Bürger auf der Grundlage gegenseitigen Vertrauens untereinander Schecks austauschten und diese effektiv durch Bargeld ersetzten.
Das Land hat sich trotz des Bankenstreiks wirtschaftlich einigermaßen gut behauptet. Ein großes Unternehmen (Palgrave Murphy) ging nach Beendigung des Streiks in Konkurs, und es wurden Vergleiche geschlossen, aber der Konkurs war vielleicht ohnehin unvermeidlich. Der Streik hatte kaum Auswirkungen auf die wichtigsten wirtschaftlichen Probleme, nämlich die Arbeitslosigkeit und die durch die Inflation verursachten Arbeitsunruhen.